# Allen Lowrie
Allen Lowrie, né le 10 octobre 1948 et mort le 30 août 2021, est un botaniste australien.

## Biographie
Allen Lowrie, à l'origine un homme d'affaires et chercheur, s'intéressa aux plantes carnivores d’Australie-Occidentale dans les années soixante et y travailla comme amateur. Comme le temps passait, son passe-temps est devenu sa profession et Lowrie a découvert et décrit de nombreuses espèces de plantes, (en particulier dans les genres Drosera, Byblis et Utricularia), partiellement avec le Dr Marchant Neville. De 1986 à 1998, il a publié Carnivorous Plants of Australia en trois volumes, un quatrième est en préparation. Le deuxième axe de son travail est le genre Stylidium.

## Ouvrages
- Carnivorous Plants of Australia. Tome 1, University of Western Australia Press, 1988.  (ISBN 085564253X)
- Carnivorous Plants of Australia. Tome 2, University of Western Australia Press, 1990.  (ISBN 0855642998)
- Carnivorous Plants of Australia. Tome 3, University of Western Australia Press, 1999.  (ISBN 1875560599)

## Source
- (en) Cet article est partiellement ou en totalité issu de l’article de Wikipédia en anglais intitulé « Allen Lowrie » (voir la liste des auteurs).